# 黃志農
黃志農（1940年—2019年），臺灣彰化縣鹿港鎮人，文物收藏家與文史工作者，推動家鄉文化。

## 生平
黃志農從台中師範學校畢業後，回到彰化家鄉任教，先後在王功、管嶼及鹿港國小教書。之後他被借調到彰化縣文化中心博物組任職四年，使他開始對台灣早期文物有收集及研究的興趣，便從收集早期臺灣的醬瓜玻璃瓶改裝燈、青花瓷油燈、洋燈等燈具開始，又成立左羊藝術工作坊及左羊出版社，以介紹文物。他不僅以自身收藏的燈具、枕具，寫出《燈火依舊》、《枕中夢迴》等圖書，也曾在臺灣各縣市文化中心巡迴展示自己收藏的甎燒文物。

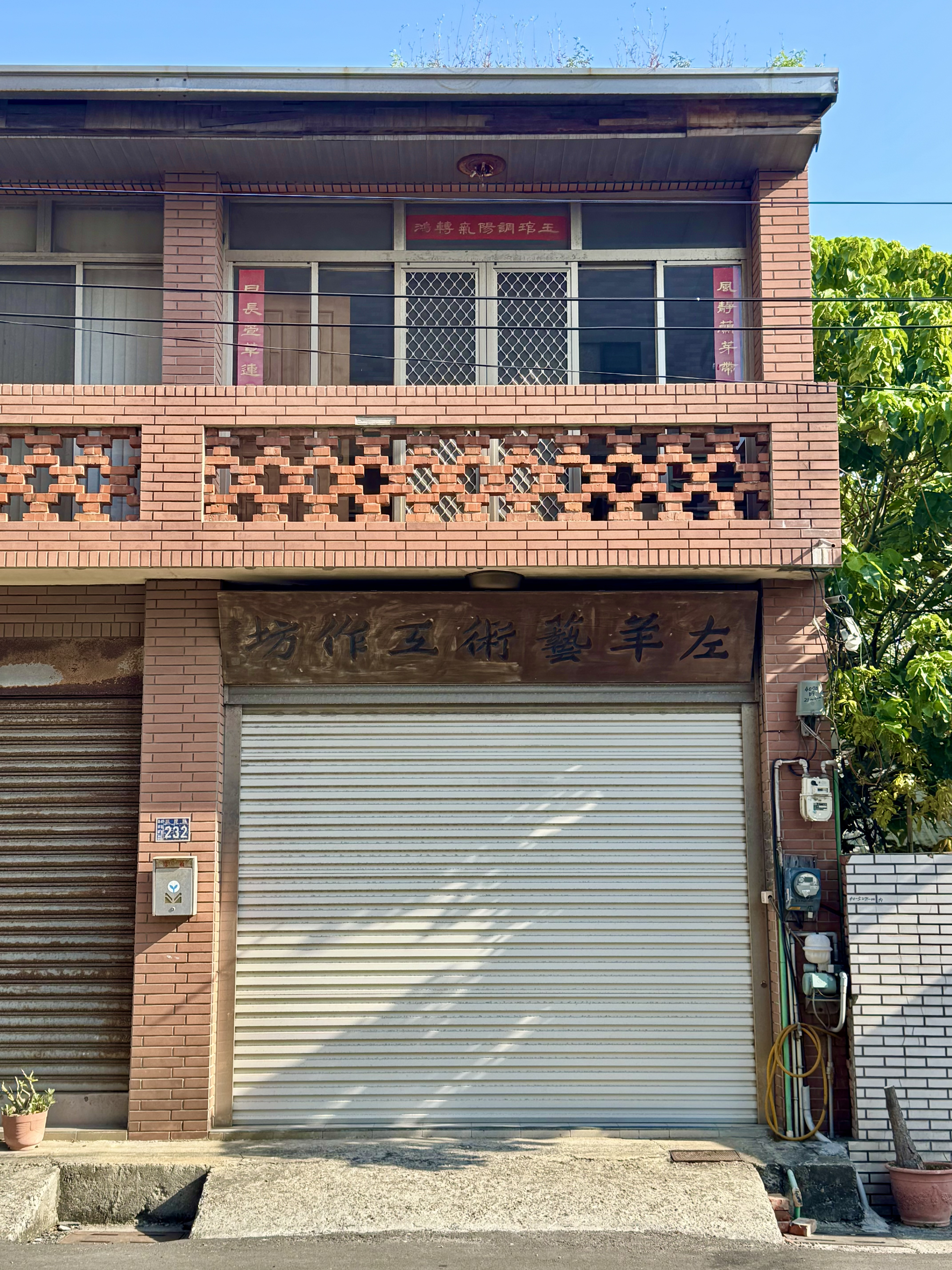
左羊藝術工作坊

1988年，黃志農獲時任國大代表許志錕賞識，出任鹿港民俗藝術館館長，次年又在當時鹿港天后宮主委王登海支持下，創辦鹿港天后宮媽祖文物館。黃志農亦是中華民國傳統匠師協會的秘書長，協助宣傳鹿港的民俗工藝作品。
黃志農以鹿港紫極殿為中心，推動自己所居的菜園里社區營造。他以紫極殿文教基金會執行長身分，協助地方耆老以及多位學者的整理過濾匯集鹿港老照片，出版攝影集《鹿港懷古》兩輯。在他推動下，以黃麗惠為指導老師，菜園里成立鹿港第一個社區合唱團。
1999年初，黃志農向文建會爭取到六十萬元補助款，以幫助彰化基督教醫院的陳美玲將蘭大衛、蘭大弼的醫療宣教歷史、院方文物史料記錄彙整出版《切膚之愛》。
2004年，彰化縣以官辦民營方式設立的鹿港社區大學，由黃志農擔任教務長規畫課程和師資，獲得佳評。
2019年末，被譽為「鹿港學」推手的黃志農辭世，享壽八十歲。

## 編著作
- 黃志農. . 彰化縣政府文化中心. 1989.
- 黃志農. . 彰化縣政府文化中心. 1990.
- 黃志農. . 彰化縣政府文化局. 1995  [2021-09-23]. ISBN 9789860003437. （原始内容存档于2021-09-23）.
- 黃志農. . 彰化縣政府文化局. 1996  [2021-09-23]. ISBN 9789570142129. （原始内容存档于2021-09-23）.
- 黃志農. . 彰化縣政府文化局. 1999  [2021-09-23]. ISBN 9789570190175. （原始内容存档于2021-09-23）.
- 黃志農. . 國立傳統藝術中心. 2016  [2021-09-23]. ISBN 9789860487947. （原始内容存档于2021-09-23）.